# Duzluk
Duzluk är en ort i Kroatien.   Den ligger i länet Virovitica-Podravinas län, i den östra delen av landet, 150 km öster om huvudstaden Zagreb. Duzluk ligger 268 meter över havet och antalet invånare är 201.
Terrängen runt Duzluk är kuperad åt sydväst, men åt nordost är den platt. Runt Duzluk är det ganska glesbefolkat, med 38 invånare per kvadratkilometer. Närmaste större samhälle är Orahovica, 3,0 km norr om Duzluk. I omgivningarna runt Duzluk växer i huvudsak lövfällande lövskog.